# Dobbeltgænger
En dobbeltgænger er et menneske, som til forveksling ligner en anden. Betegnelsen bruges også om en opdigtet skikkelse, der repræsenterer (en skjult side af) en persons tanker, følelser eller tilbøjeligheder, fx brugt som udtryksmiddel i litteratur eller i film,  hvor Dr. Jekyll og Mr. Hyde nok er det kendteste eksempel.
Ordet stammer fra tysk Doppelgänger – doppel (dobbelt) og gänger (vandrer). Det blev brugt første gang af den tyske digter Jean Paul i hans roman Siebenkäs (1796-1797), hvor han også forklarer ordet i en fodnote.  I romanen dør Schoppe efter at have genkendt Siebenkäs som sin dobbeltgænger.

## Eksempler på dobbeltgængere
Martin Guerre, en fransk landmand født i 1525, forlod sin gård, kone og børn. Flere år senere ankom en mand, der påstod at være den forsvundne Guerre. Efter tre år blev han mistænkt for at være en indtrænger, ført for retten, afsløret som en mand ved navn Arnaud du Tilh, og henrettet. I løbet af retssagen kom den virkelige Martin Guerre hjem.  Hans historie er blevet både til film og musical.
John Donne var i Paris i 1612, da han i et syn så sin kone, der på det tidspunkt fødte en dødfødt pige i England, vandre to gange gennem værelset med et livløst barn i armene. Donne fortalte sin ven Izaak Walton, at ved sin anden tilsynekomst var hun standset, havde set sin mand ind i ansigtet, og forsvandt så.  Waltons beretning drages imidlertid i tvivl af forskere, der har studeret Donnes breve fra rejsen.
Nogle uger inden han druknede, fortalte Percy Bysshe Shelley sin kone Mary Shelley, at han havde krydset sin terrasse i Italien, da hans dobbeltgænger pudselig havde stået foran ham og spurgt: "Hvor længe har du så tænkt at være tilfreds?". 
Ernest Shackleton og de to overlevende fra hans mandskab på den transarktiske ekspedition 1914-16, stod overfor døden i isødet, da han fornemmede en usynlig tilstedeværelse blandt dem. Deres skib Endurance var fastfrosset, og Shackleton og de to andre begav sig til fods over de forræderiske råger i Sydgeorgiens is for at nå frem til en hvalstation. Turen tog 36 timer, og nogle år senere betroede Shackleton en journalist, at han havde følt, at "vi var fire, ikke tre". Han sagde ikke noget om sagen til sine mænd, men de andre indrømmede senere, at de også havde haft følelsen af, at "der var en anden person med". 
T.S. Eliot spørger i sit digt The Wasteland: "Hvem er den tredje, der altid går ved siden af dig?" (Who is the third who walks always beside you?)  Fænomenet har derfor fået navnet the third man factor. John Geiger har samlet beretninger fra astronauter, bjergklatrere og andre, der har overlevet katastrofer med en følelse af, at en usynlig hjælper var til stede. 
Fra norsk folketro kendes begrebet vardøger,  hvorved man hører, og en sjælden gang også ser, personen, før denne faktisk ankommer. Ordet vardøger kommer sandsynligvis af norrønt *varðhygli, hvor det første led er beslægtet med vǫrðr, som betød "vogter, vagtmand" , mens *-hygli er afledet af hugr, som betød "sind, sjæl, tanke".  Iblandt opfattes vardøger som identisk med en skytsånd, fylgje.
I moderne tid møder vi nærmest dagligt vores egen dobbeltgænger gennem en række identiteter på Internet, vort digitale jeg sådan som det fremstår på Facebook, Twitter og andre sociale medier.

## Eksempler i litteratur og film
- Guy de Maupassant fortæller i sin novelle Lui? (= Han?) om sin egen oplevelse med en dobbeltgænger. [12]
- I H.C. Andersens eventyr Skyggen (1847) fortrænger skyggen selv sin ejermand og tager livet af ham.
- Robert Louis Stevensons roman Dr. Jekyll og Mr. Hyde (1886), hvor dr. Jekyll benytter kemiske hjælpemidler til at forvandles til sin egen modsætning, hvorved den respektable læge bliver afhængig af at få sine infame sider levet ud. Også Mary Shelleys Frankenstein og Bram Stokers Dracula udkom på denne tid, hvor Freud etablerede sine teori]er om neuroser. [13] Både lægen Jekyll, Frankensteins skabning og grev Dracula kan ses som afspaltninger af hovedpersonernes skjulte sider. Netop i victoriatiden, hvor disse bøger udkom, så man en voksende konflikt mellem samfundets tiltagende krav om dydig fremtræden og individets medfødte drifter og behov, genspejlet i Freuds teorier.
- I Oscar Wildes roman Billedet af Dorian Gray lever hovedpersonen sine onde sider ud, mens virkningen af dem på hans ydre kun kommer til syne i et portræt af ham, som han omhyggeligt søger at holde gemt for andres blik.
- Fra sidste halvdel af 1300-tallet kendes digtet om sir Gawain og den grønne ridder. [14] Digtet begynder ved juletider, og velfærd og lykke i det nye år afhænger af Gawains rejse ind i det ukendte, samt hans påfølgende sejr over den grønne ridder. Lige så meget ser ud til at stå på spil, da Jakob besejrede Gud: "Manden spurgte ham: "Hvad er dit navn?" Han svarede: "Jakob." Så sagde han: "Du skal ikke længere hedde Jakob, men Israel, for du har kæmpet med Gud og mennesker, og du har sejret.""[15] Der er en markeret kontrast mellem de victorianske beskrivelser af mennesker i opløsning, som dr. Jekyll og Dorian Gray, og disse gamle teksters tiltro til, at det, der er splittet og spaltet, kan heles, forenes og læges. For dem dannede menneskesindet i sin natur en helhed, i modsætning til vore dages opfattelse af selvet som spaltet i en bevidst og en underbevidst del.
- I filmen Black Swan (2010) ser hovedpersonen Nina (spillet af Natalie Portman) sig selv (som sort/hvid svane) i et dobbeltgængersyn. [16]
- I Christopher Nolans film Prestige fra 2006 tematiseres dobbelthed gennem duplisering af mennesker, enæggede tvillinger og henvisninger til beslægtede sjæle.